# LentiGlobin BB305
LentiGlobin BB305是一種治療β-地中海貧血的實驗性療法，β-地中海貧血是一種罕見但可能會使人衰弱的血液疾病。這項療法由Bluebird Bio開發，並在2015年2月獲美国食品药品监督管理局指定為「突破性療法」。在早期的臨床試驗中，數位需要長期輸血治療的患者在此療法後能夠更長時間不用輸血。

## 作用機轉
β-地中海貧血是HBB基因突變或缺失造成，血红蛋白的β鏈合成減少或缺乏，最終導致由嚴重貧血到無症狀等程度不等的結果。LentiGlobin BB305是一種病毒載體，能在生物體外將具功能的HBB基因插入患者的造血干细胞（HSC），之後再將經基因工程改造的造血幹細胞植回患者體內。

## 外部連結
- Bluebird Bio介紹LentiGlobin BB305產品的網頁